# Cercyonis pegala

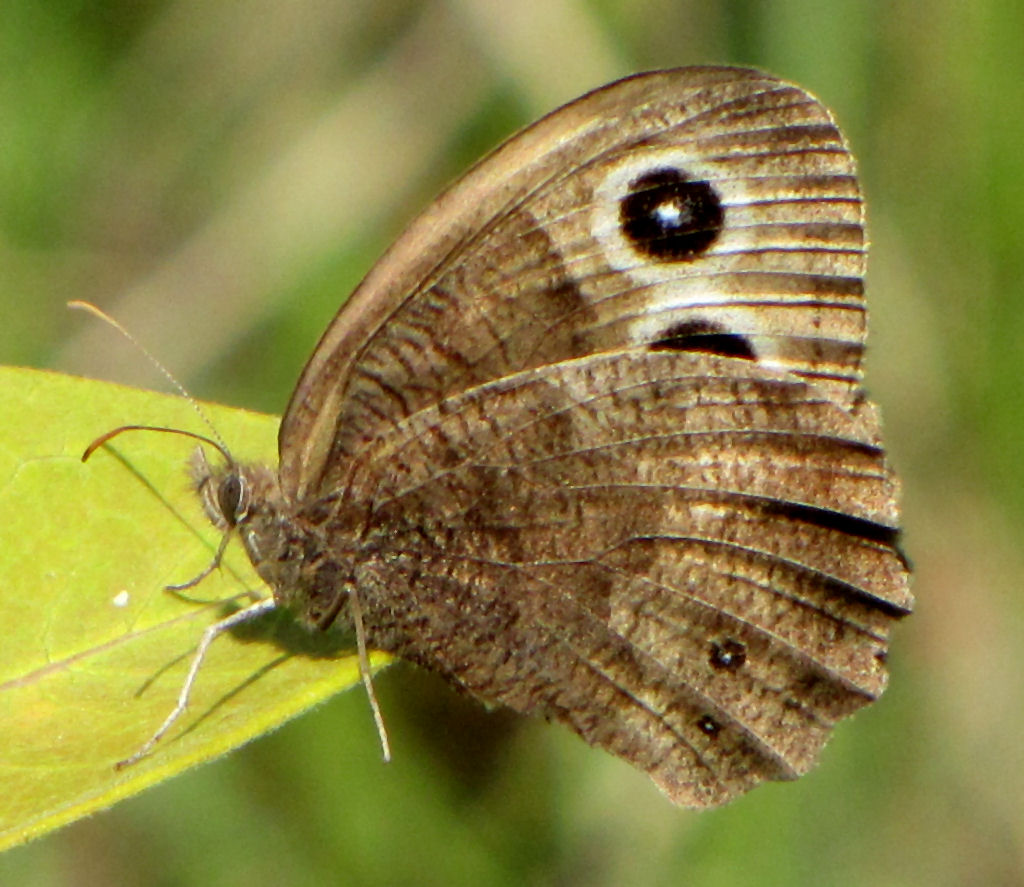
Flügelunterseite mit blasser Zeichnung

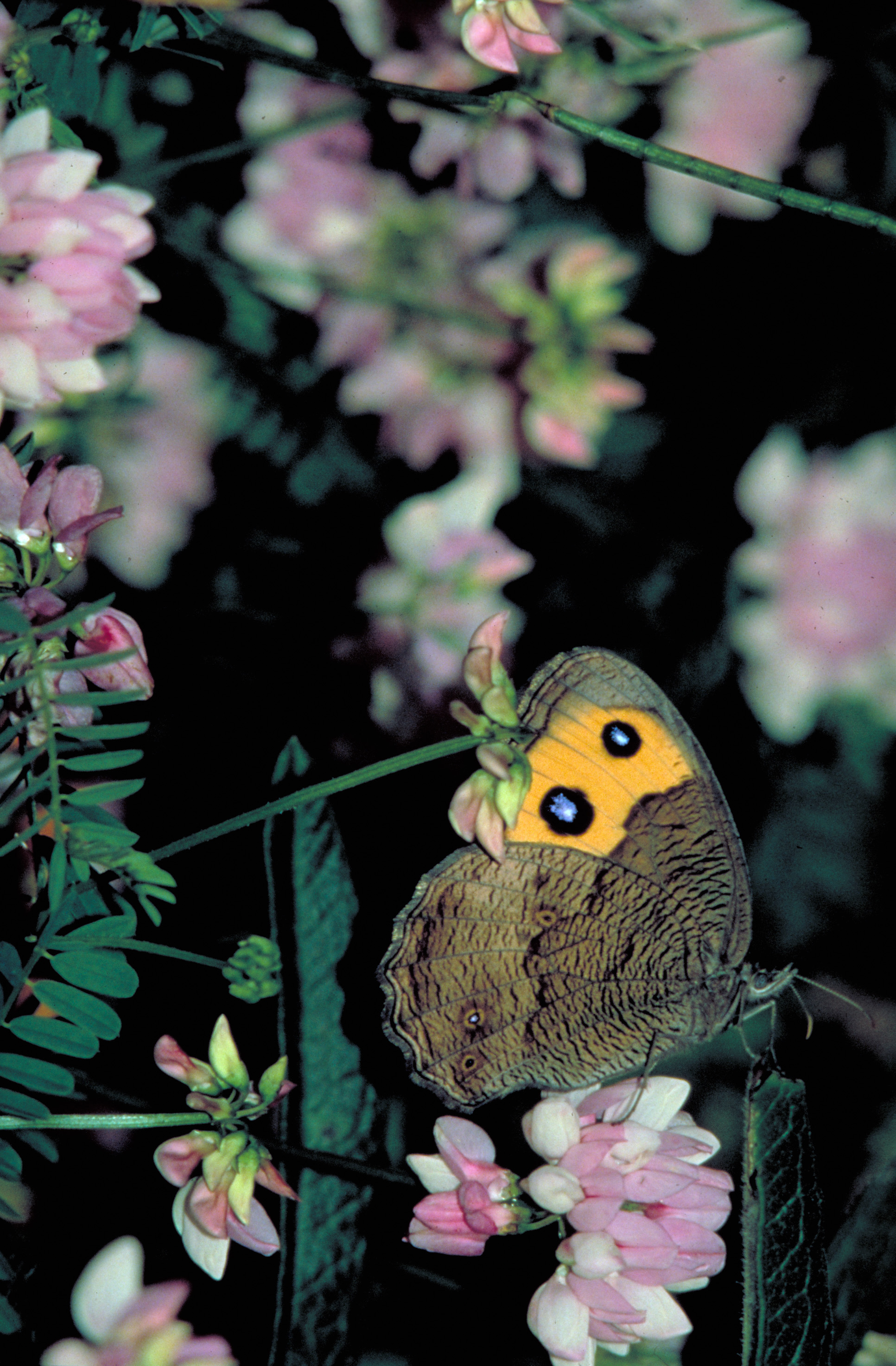
Flügelunterseite mit kräftiger Zeichnung

Cercyonis pegala ist ein Schmetterling (Tagfalter) aus der Familie der Edelfalter (Nymphalidae).

## Merkmale

### Falter
Die Vorderflügellänge der Falter beträgt durchschnittlich 26 Millimeter bei den Männchen und 30 Millimeter bei den Weibchen. Sie sind damit deutlich größer als andere Arten der Gattung Cercyonis. Vorder- und Hinterflügel haben auf Ober- und Unterseite eine braune Farbe. In der hellbraunen bis orangegelben Postdiskal- und Submarginalregion der Vorderflügeloberseite befinden sich zwei große, schwarze, weiß gekernte Augenflecke, deren unterer in der Regel größer als der obere ist. Die Oberseite der Hinterflügel ist zumeist zeichnungslos, zuweilen mit einem kleinen Augenfleck versehen. Die Flügelunterseiten sind braun marmoriert. Auf den Vorderflügeln scheinen die Farben und Augenflecke der Oberseite nach hinten durch; auf den Hinterflügeln variiert die Anzahl der unterschiedlich großen Augenflecke je nach dem Vorkommensgebiet meist zwischen einem und sechs.

### Ei
Die Eier sind bei der Ablage weißlich, nehmen aber schon bald eine dunkle Farbe an und werden eher zufällig in der Nähe von Gräsern verstreut. Ein Weibchen legt bis zu 300 Eier.

### Raupe
Jüngere Raupen haben eine gelbliche Farbe, diverse rotbraune Seitenstreifen und sind am gesamten Körper kurz behaart. Erwachsene Tiere sind grün gefärbt, zeigen dunkle Seitenstreifen und sind einschließlich des Kopfes auf der gesamten Körperlänge gelbweiß punktiert. Am Körperende sind zwei kurze rötliche Spitzen erkennbar.

### Puppe
Die Stürzpuppe hat stets eine grüne Grundfarbe, variiert jedoch je nach Vorkommensgebiet in den Zeichnungselementen. So kann sie mit weißen, gelben oder schwarzen Streifen überzogen sein.

### Ähnliche Arten
Cercyonis sthenele unterscheidet sich aufgrund der kleineren Vorderflügellänge, die bei den Männchen durchschnittlich 22 Millimeter und bei den Weibchen 24 Millimeter beträgt sowie dadurch, dass der untere Augenfleck auf der Vorderflügeloberseite kleiner als der obere ist. Die Art kommt nur im Westen der USA vor.

## Unterarten

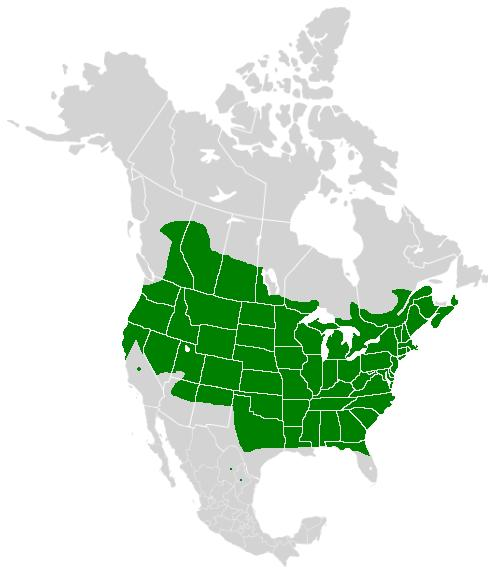
Verbreitung in Nordamerika

Neben der Nominatform Cercyonis pegala pegala (Fabricius, 1775) werden folgende Unterarten unterschieden:
- Cercyonis pegala abbotti (Brown, 1969)
- Cercyonis pegala alope (Fabricius, 1793)
- Cercyonis pegala ariane (Boisduval, 1852)
- Cercyonis pegala blanca (Emmel & Mattoon, 1972)
- Cercyonis pegala boopis (Behr, 1864)
- Cercyonis pegala damei (Barnes & Benjamin, 1926)
- Cercyonis pegala ino (Hall, 1924)
- Cercyonis pegala nephele (Kirby, 1837)
- Cercyonis pegala olympus (Edwards, 1880)
- Cercyonis pegala stephensi (Wright, 1905)
- Cercyonis pegala texana (Edwards, 1880)
- Cercyonis pegala wheeleri (Edwards, 1873)

## Verbreitung und Vorkommen
Das Verbreitungsgebiet der Art erstreckt sich von Nova Scotia und New Brunswick Richtung Westen bis British Columbia und südlich bis Kalifornien, Texas und Florida. Sie wurde auch in Mexiko nachgewiesen. Cercyonis pegala besiedelt bevorzugt offene Gras- und Prärielandschaften sowie Waldränder.

## Lebensweise
Die Falter fliegen in einer Generation von Juni bis September. Zur Aufnahme von Nektar besuchen sie gerne verschiedene Blüten. Sie saugen seltener auch an verletzten Bäumen, feuchten Bodenstellen oder Dung. Die Raupen ernähren sich von verschiedenen Gräsern, beispielsweise der Gattung Andropogon oder von Tridens flavus. Bei Zuchten wird auch Wiesen-Rispengras (Poa pratensis) angenommen. Die Puppe überwintert.

## Belege